# Mihailo II
Mihailo II (serbe cyrillique : Михаило) est roi de roi de Dioclée de 1101 à 1102.

La Dioclée et les régions serbes voisines aux XIe siècle et XIIe siècles

Fils aîné du roi Constantin Bodin de Duklja et de la reine Jaquinta, associé à son père, il lui succède comme souverain de Dioclée, mais peu après il doit abandonner le trône face à la révolte de ses cousins prétendants. Resté sans appui il abdique et se retire dans un monastère,[réf. incomplète].

## Articles liés
- Vojislavljević
- Dioclée
- Constantin Bodin

## Sources
- Dušan T. Bataković, Histoire du peuple serbe, Lausanne, L’Age d’Homme, 2005, 386 p. (ISBN 978-2-8251-1958-7, lire en ligne)
- (en) Sima Ćirković, The Serbs, Malden, Blackwell Publishing, 2004 (lire en ligne)
- (en) John Van Antwerp Fine Jr., The Early Medieval Balkans : A Critical Survey from the Sixth to the Late Twelfth Century, Ann Arbor, Michigan, University of Michigan Press, 1991 (1re éd. 1983) (lire en ligne)
- (en) Florin Curta, Southeastern Europe in the Middle Ages, Cambridge, Cambridge University Press, 2006 (ISBN 978-0-511-22278-8)